# Antón Arieta
Antón Arieta, született Antón Arieta-Araunabeña Piedra (Durango, 1946. január 6. – Durango, 2022. május 7.) spanyol válogatott baszk labdarúgó, csatár. A sportsajtóban Arieta II néven is ismert. Testvére Eneko Arieta (1933–2004) spanyol válogatott labdarúgó Arieta I néven.

## Pályafutása

### Klubcsapatban
1964 és 1974 között az Athletic Club labdarúgója volt. A bilbaói csapattal két spanyol kupagyőzelmet ért el. 1974 és 1976 között a Hércules együttesében játszott és itt fejezte be az aktív játékot.

### A válogatottban
1970 és 1972 között hét alkalommal szerepelt a spanyol válogatottban és négy gólt szerzett.

## Sikerei, díjai
Athletic Club
- Spanyol kupa (Copa del Generalísimo)
  - győztes (2): 1969, 1973

## Statisztika

### Mérkőzései spanyol válogatottban
| Spanyolország | Spanyolország      | Spanyolország                          | Spanyolország | Spanyolország | Spanyolország  | Spanyolország | Spanyolország | Spanyolország |
| #             | Dátum              | Helyszín                               | Hazai         | Eredmény      | Vendég         | Kiírás        | Gólok         | Esemény       |
| ------------- | ------------------ | -------------------------------------- | ------------- | ------------- | -------------- | ------------- | ------------- | ------------- |
| 1.            | 1970. február 11.  | Sevilla, Estadio Ramón Sánchez-Pizjuán | Spanyolország | 2 – 0         | NSZK           | barátságos    | 2             | 17' 41'       |
| 2.            | 1970. február 21.  | Madrid, Santiago Bernabéu stadion      | Spanyolország | 2 – 2         | Olaszország    | barátságos    | 1             | 25'           |
| 3.            | 1970. április 22.  | Lausanne, Olimpiai Stadion             | Svájc         | 0 – 1         | Spanyolország  | barátságos    | -             | 46'           |
| 4.            | 1970. november 11. | Sevilla, Estadio Ramón Sánchez-Pizjuán | Spanyolország | 3 – 0         | Észak-Írország | Eb-selejtező  | -             |               |
| 5.            | 1971. február 20.  | Cagliari, Sant’Elia stadion            | Olaszország   | 1 – 2         | Spanyolország  | barátságos    | -             | 75'           |
| 6.            | 1971. március 17.  | Valencia, Estadio Luís Casanova        | Spanyolország | 2 – 2         | Franciaország  | barátságos    | -             | 46'           |
| 7.            | 1972. január 12.   | Madrid, Santiago Bernabéu stadion      | Spanyolország | 1 – 0         | Magyarország   | barátságos    | 1             | 60' 83'       |
|               | Összesen           |                                        |               | 7             | mérkőzés       |               | 4             | gól           |